# Seaventure
Die Seaventure ist ein Kreuzfahrtschiff der ansonsten auf Flussreisen spezialisierten Schweizer Reederei Scylla. Es wurde im Jahr 1990 als Frontier Spirit in Japan gebaut und von 1993 bis 2020 von der Reederei Hapag-Lloyd Cruises als Bremen für Expeditionskreuzfahrten eingesetzt.

## Geschichte

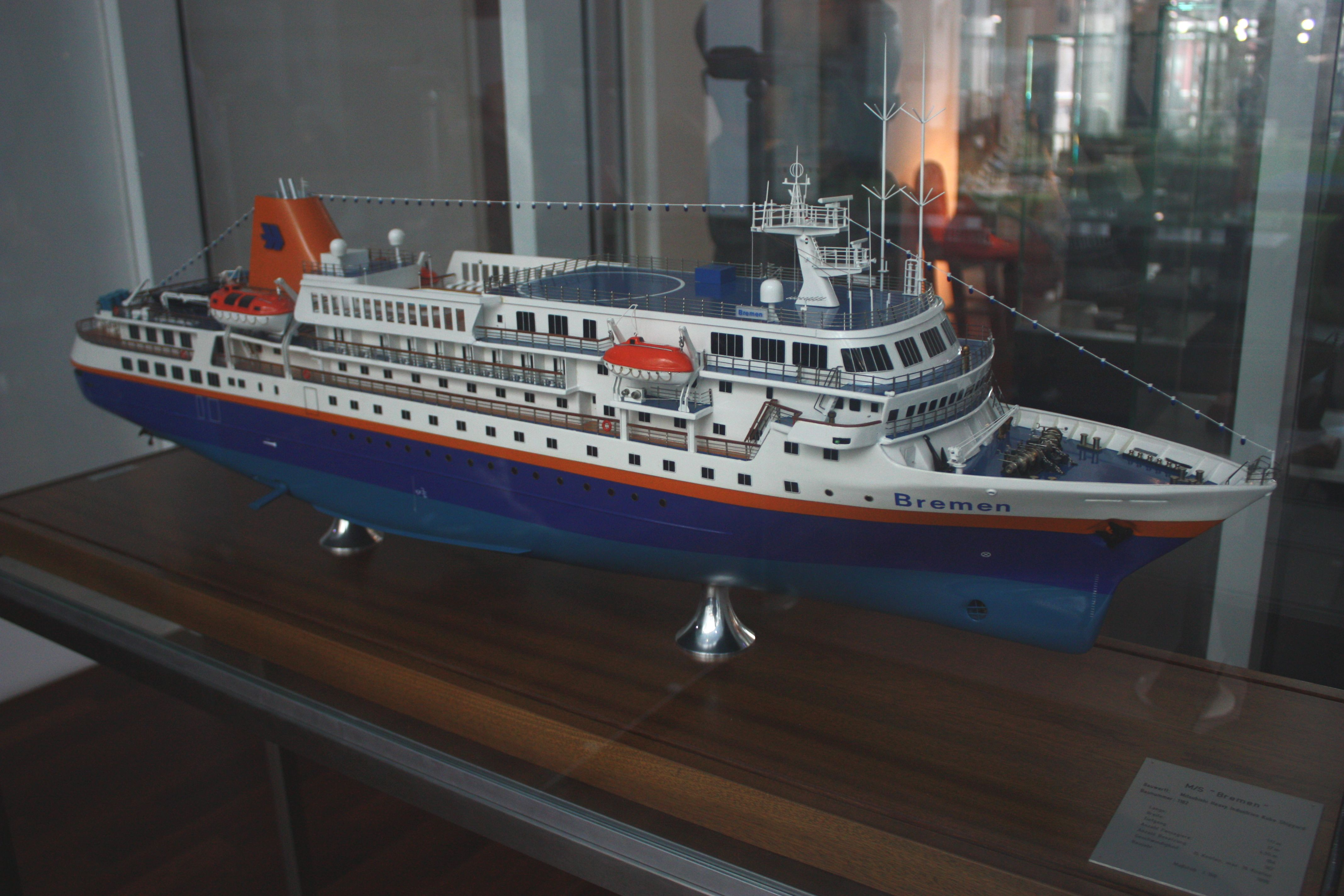
Modell der Bremen im Übersee-Museum Bremen

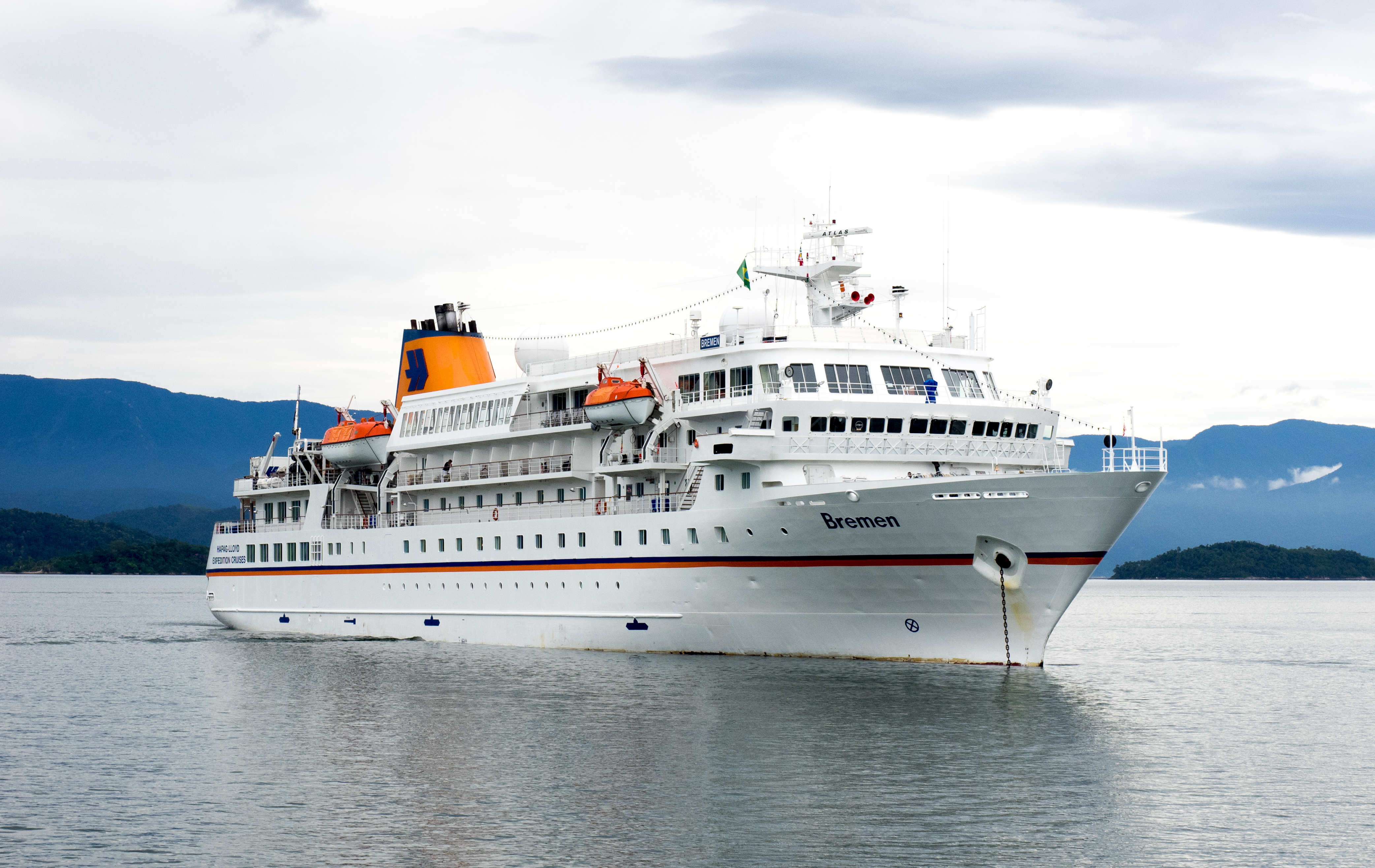
Die Seaventure als Bremen, Aufnahme von 2015

Das Passagierschiff wurde 1990 als Baunummer 1182 bei der zur Mitsubishi Heavy Industries gehörenden Kobe Shipyard & Machinery Works in Kobe gebaut. Auftraggeber des am 20. Juni 1990 vom Stapel gelaufenen Schiffes war die Frontier Cruises (Japan) Ltd. in Nassau, hinter der die Frontier Cruises Ltd. in New York stand. Hapag-Lloyd hielt anfangs einen 12,5-prozentigen Anteil am Schiff.
Nach der Übergabe am 29. Oktober 1990 wurde das Schiff unter dem Namen Frontier Spirit in Fahrt gesetzt. Ab Anfang 1991 wurden einige Antarktis-Kreuzfahrten für Seaquest Cruises unter dem Management von Salen Lindblad unternommen. Am 18. August 1992 ging die Frontier Spirit aus der Charter, Seaquest Cruises beendete seinen Betrieb. Das Schiff wurde vom 10. Oktober bis zum 18. November 1993 auf der Werft Nobiskrug in Rendsburg für den Betrieb bei Hapag-Lloyd Cruises umgebaut. Am 14. Oktober 1993 wurde das Management auf Hanseatic Cruises übertragen, das Schiff in Bremen umgetauft und auf die Gesellschaft JG Maritime in Nassau übertragen. Von 1993 bis 1996 wurde das Schiff in Charter der Hapag-Lloyd betrieben, im April 1996 erwarb Hapag-Lloyd das Schiff komplett und ließ es auf die Tochtergesellschaft Hapag-Lloyd Bahamas Ltd. in Nassau übertragen.
Auf einer Kreuzfahrt durch die Antarktis entdeckten Passagiere und Besatzung eines Schlauchboots am 2. Februar 2003 im Bereich der Melchior-Inseln eine neue Insel im ewigen Eis sowie einen neuen Kanal. Man benannte sie „Bremeninsel“ bzw. „Bremenkanal“ und trug beide in die Karten ein.
Hapag-Lloyd Cruises verkaufte das Schiff 2020 an die bis dahin auf Flussreisen spezialisierte Schweizer Reederei Scylla. Die Veräußerung war mit der geplanten Inbetriebnahme des dritten Expeditionsschiffs Hanseatic spirit zeitlich abgestimmt. Da sich eine Corona-gerechte Umrüstung für Hapag-Lloyd nicht mehr lohnte, wurde im Juli 2020 entschieden, das Schiff vorübergehend stillzulegen und in Warnemünde aufzulegen. Meldungen, dass das Schiff zur Verschrottung verkauft worden sei, wurden von Scylla dementiert.
Am 29. Oktober 2020 wurde das Schiff in Rostock an Scylla übergeben. Das in Seaventure umbenannte Schiff wurde nach Zypern umgeflaggt. Es wurde an Viva Cruises, eine Tochtergesellschaft von Scylla, verchartert und auf der Damen-Werft umgebaut. Zunächst war vorgesehen, ab dem Frühjahr 2021 Kreuzfahrten von Bremerhaven aus in Nord- und Ostsee anzubieten. Aufgrund der COVID-19-Pandemie ließen sich die Pläne nicht umsetzen. In einer Werft in Vlissingen wurde das Schiff umlackiert und schließlich im August mit einer Kreuzfahrt nach Island wieder in Fahrt gesetzt.
Seit 2023 ist das Schiff für den Expeditionskreuzfahrt-Veranstalter IcelandPro Cruises unterwegs. Es ersetzt dort die Ocean Diamond. Im Mai 2024 gab Scylla bekannt, die Seaventure bis Ende des Jahres verkaufen zu wollen. Im September 2024 warb der chinesische Expeditionskreuzfahrtveranstalter 66 Degrees Expedition Cruise auf seiner Gründungsveranstaltung mit Bildern des Schiffes. Später wurde bekannt, dass das Schiff unter dem Namen Poseidon im Mai 2025 für das Unternehmen in Dienst gehen soll.

## Zwischenfälle

### Havarie 2001
Am 22. Februar 2001 wurde die Bremen auf der Fahrt von Südargentinien nach Rio de Janeiro von einer 35 Meter hohen Monsterwelle überspült, die mindestens 1000 Tonnen Wasser auf das Schiff schlagen ließ. Das Schiff trug dabei schwere Schäden davon, so wurde unter anderem eine Panzerglasscheibe auf der Kommandobrücke von den Wassermassen aus dem Rahmen nach innen gedrückt. Durch das eingedrungene Salzwasser fielen sämtliche elektronischen Geräte auf der Brücke und in der Folge auch die beiden Hauptmaschinen und die gesamte Stromversorgung aus. Das Schiff trieb mit 40 Grad Schlagseite ca. 30 Minuten manövrierunfähig in der schweren See, bevor es der Mannschaft gelang, einen zur Wartung zerlegten Hilfsdiesel auf dem stark rollenden Schiff zusammenzubauen und zu starten, um mit seiner Hilfe die Kontrolle über die Bremen wiederzuerlangen. Vier Tage später wurde das Schiff als Havarist in den Hafen Buenos Aires geschleppt.

### Rettung eines Besatzungsmitglieds 2009
Ein Besatzungsmitglied der Bremen hatte seine rechte Hand in einem automatisch schließenden, wasserdichten Schott schwer verletzt. Die Bremen befand sich zu diesem Zeitpunkt etwa 815 km südlich von Invercargill. Zwei Hubschrauber flogen deshalb von Southland in Neuseeland trotz schlechtem Wetter los, um ihn für eine nötige Operation ins Krankenhaus zu bringen. Der Mann wurde bei schwerer See mittels Winde vom Deck der Bremen an Bord eines der Hubschrauber geholt, da der Hubschrauber aufgrund der stürmischen See nicht auf dem Deck landen konnte. Da die Reichweite der Hubschrauber nur bei circa 1000 km liegt, flogen sie auf dem Rückweg zuerst nach Campbell Island, wo sie aufgetankt wurden. Der Verletzte wurde dann zunächst ins Southland Hospital geflogen, von wo aus er am nächsten Tag nach Christchurch überführt wurde.

### Eisbär-Attacke
Im Juli 2018 wurde bei einer Arktis-Reise auf Spitzbergen ein Eisbär getötet, nachdem dieser ein Besatzungsmitglied angefallen hatte.